# Neon Genesis Evangelion: Girlfriend of Steel
Neon Genesis Evangelion: Girlfriend of Steel (新世紀エヴァンゲリオン鋼鉄のガールフレンド Shinseiki Evangerion: Kōtetsu no Gārufurendo), também conhecido como Neon Genesis Evangelion: Iron Maiden, é um video game baseado na série Neon Genesis Evangelion (新世紀エヴァンゲリオン Shin Seiki Evangerion?, lit. "Evangelho do Novo Século") cujo mangá foi publicado pela Kadokawa Shoten e anime produzido pelo estúdio Gainax. O jogo foi inicialmente lançado apenas no Japão para PlayStation, Sega Saturn, PlayStation 2, PSP, Windows (PC), e Macintosh. Em 20 de janeiro de 2005, o jogo legado Neon Genesis Evangelion: Girlfriend of Steel 2nd foi lançado para PlayStation 2. Apesar de apresentar muito do elenco do jogo original, a história não se relaciona com a de seu antecessor.

## Lançamentos
A versão original foi lançada pela Gainax para Windows em 1997. Posteriormente, a versão para Macintosh foi lançada em resposta a pedidos de usuários de Mac. Em abril de 2006, uma edição especial foi lançada para PS2 e PC como parte do aniversário de dez anos de Evangelion (anime), com cenas adicionais focando nas vidas dos pilotos do TRIDENT. Em 9 de abril de 2009, uma versão para PSP foi lançada.

## Enredo
Mana Kirishima, de quatorze anos (dublada por Megumi Hayashibara ), é transferida para a escola de Shinji Ikari, e quase imediatamente eles começam a estabelecer uma relação especial. Isso provoca muito ciúme em Asuka, que também suspeita que Mana seja uma espiã que está tentando obter informações de Shinji sobre a NERV e os Evas. Rei Ayanami está presente, mas desempenha um papel secundário na história, embora ela pareça concordar com as suspeitas de Asuka. Aos poucos, a relação entre Mana e Shinji se desenvolve e eles acabam tendo um encontro. Acontece, no entanto, que Mana é um dos três pilotos de teste das unidades TRIDENT (alternativamente chamadas de "Country Crawler"), um novo competidor dos Evangelions, semelhantes a Jet Alone; daí o nome Girlfriend of Steel . Eventualmente, o TRIDENT sai do controle e os Evas têm que destruí-lo.
A interatividade na maior parte do jogo é limitada a caminhar pelas áreas até que o próximo evento da trama seja acionado. No entanto, a história ramifica-se no final do jogo, onde o jogador pode escolher se concentrar em Mana, Asuka ou Kaji. Esta escolha determina quais dos três finais do jogo são exibidos, com um quarto exclusivo para o PS2.
Ao escolher Mana, descobre-se que ela não foi morta em batalha. Shinji a resgata e a traz de volta para seu apartamento. Ela toma banho, sai vestindo apenas uma toalha e provocadoramente pergunta a Shinji se ele gostaria que ela a removesse (o que ela acabou fazendo). Em uma discussão com Misato, no entanto, é acordado que Mana tem que deixar Tokyo-3, e ela se despede com lágrimas de Shinji, que conquistou seu coração.
Ao escolher Asuka, a mesma ajuda Shinji a superar Mana e as duas crianças ficam mais íntimas como resultado. Este final contém imagens românticas de Asuka e Shinji juntos, incluindo uma cena comovente onde Asuka abraça Shinji emocionalmente.
O terceiro final com Kaji não se concentra em nenhum personagem tanto quanto os demais. Descobre-se que Mana não estava morta, ela se despede, com Shinji respondendo "estarei esperando por você".
No final exclusivo para PS2, Shinji tenta esquecer seus problemas, e Mana, bebendo enquanto busca abrigo da chuva. Ele eventualmente cai no lixo do lado de fora do prédio e é encontrado por Mana. Depois de secar suas roupas, os dois passam a noite juntos e expressam seus sentimentos um pelo outro. Mana eventualmente abandona a NERV, depois de muita papelada, podendo então ficar com Shinji. Asuka segue em frente com sua vida. O jogo termina com Shinji e Mana de mãos dadas enquanto Mana diz 'obrigado'.
A música de encerramento é yokan (予感, lit. premonição), cantada por Yoko Takahashi .

## Recepção
Girlfriend of Steel ganhou o prêmio Kobe de Animação por "Melhor Software Interativo" em 1997.  A versão  do jogo para PlayStation Portable vendeu 4.603 cópias na semana de seu lançamento. 